# Dactylochelifer intermedius
Espèce
Dactylochelifer intermedius est une espèce de pseudoscorpions de la famille des Cheliferidae.

## Distribution
Cette espèce se rencontre au Kirghizistan, au Tadjikistan, au Turkménistan, en Turquie et au Pakistan.

## Publication originale
- Redikorzev, 1949 : Pseudoscorpionidea of Central Asia. Travaux de l'Institut de Zoologique de l'Académie Sciences de l'U.R.S.S., vol. 8, p. 638-668.